# Маан (провінція)
Провінція Маан (араб. محافظة معان) — одна з дванадцяти провінцій Йорданії. Розташована на південь від Амману, столиці країни. Є найбільшою за площею провінцією Йорданії. Адміністративний центр — місто Маан.

## Історія
Найдавніші свідчення людських поселень на території провінції, що датуються щонайменше 7 тис. роком до н. е., належать до неолітичного села Баста. Воно було одним із найперших поселень у світі, де існувало сільське господарство (зокрема, одомашнене скотарство).
Відомо, що територія провінції Маан входила до стародавнього Царства Ідумеї зі столицею в Бусайрі (у теперішній провінції Ет-Тафіла). На зміну ідумеям прийшли набатеї, за правління яких була споруджена одна з найвизначніших пам'яток Близького Сходу — стародавнє місто Петра.  
Поруч з Петрою розташована гора Гор, що вважається місцем смерті Аарона, брата Мойсея. Сьогодні на вершині цієї гори, що арабською називається Джебель-Небі-Гарун (досл. Гора пророка Аарона), розташована могила Аарона. Після успішного опору македонським та римським вторгненням Петра остаточно увійшла до складу Римської імперії в 103 році н. е. 

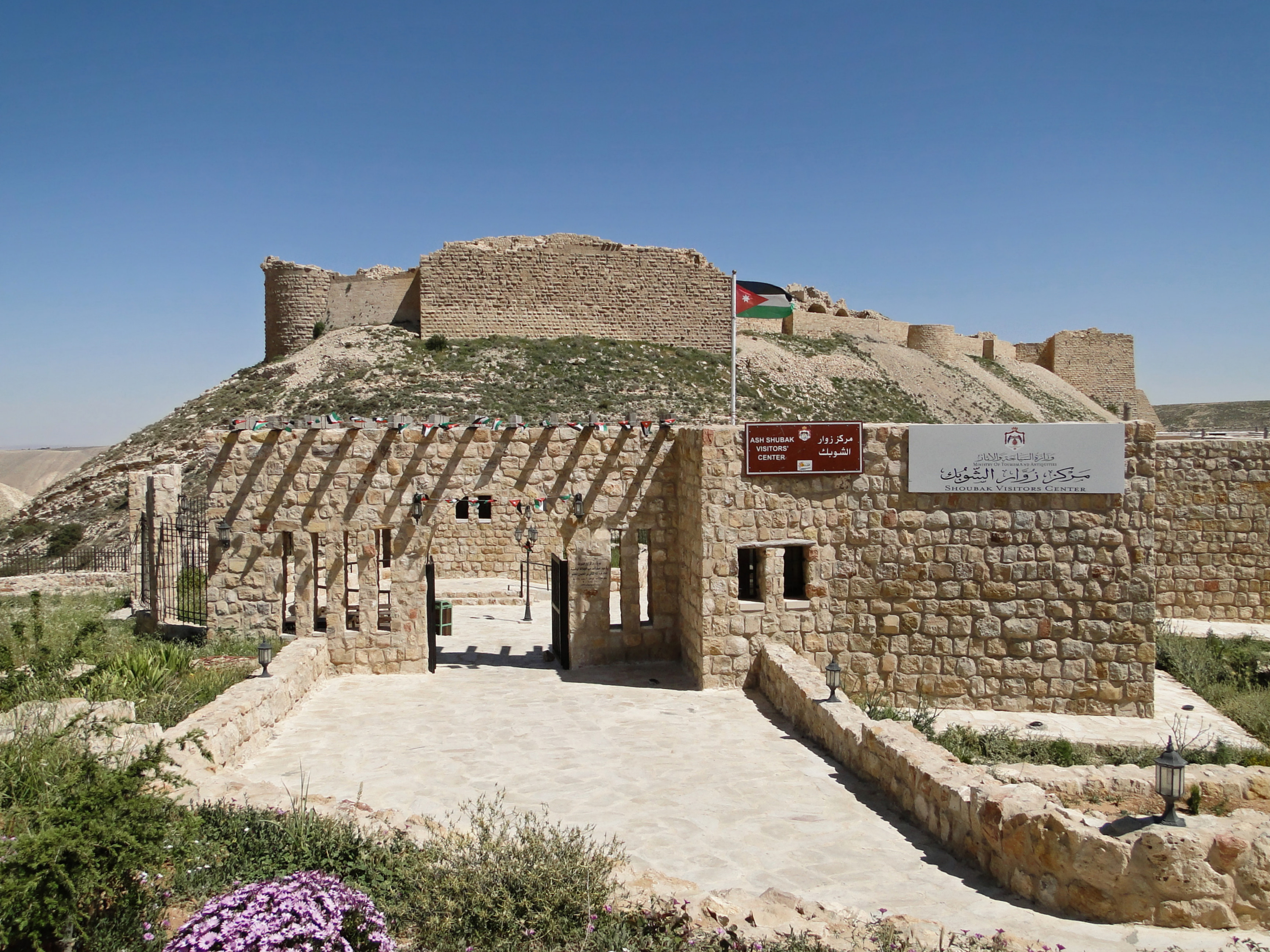
Замок Монреаль, збудовний хрестоносцями в Еш-Шубаку

У VII столітті нашої ери землі Маану були приєднані до Ісламського халіфату. У XI столітті територія провінції перейшла під контроль хрестоносців, що зайнявши високогір'я Еш-Шубак, збудували замок Монреаль на висоті понад 1300 м над рівнем моря.
Протягом короткого періоду в 1920 році Маан був столицею арабської держави, проголошеною еміром Абдаллою, перш ніж столиця була перенесена до Амману. Перша газета Йорданії, що називалася Alhaqqu Ya'lu (араб. الحق يعلو), була започаткована в Маані.
Восени 1996 та навесні 1997 років у пустелі Ель-Джафр на заході провінції відбувалися випробування британського джет-кару Thrust SSC. Згодом він став найшвидшим наземним транспортним засобом у світі, а також першим наземний транспортним засобом, що подолав звуковий бар'єр (у жовтні 1997 р. у пустелі Блек-Рок, штат Невада, США). Відтак, ThrustSSC, був найшвидшим наземним транспортним засобом, який коли-небудь їздив в арабській країні.

## Географія

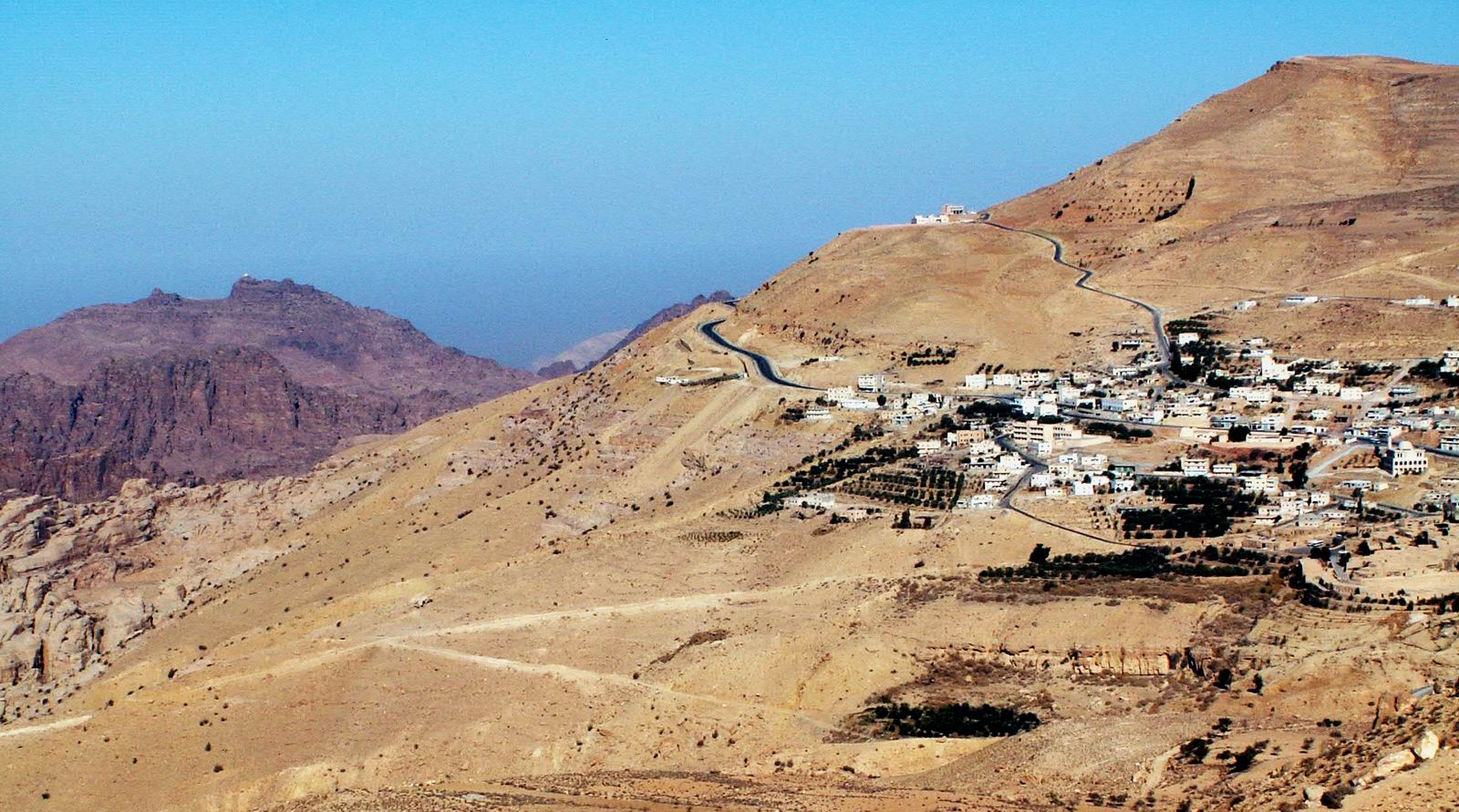
Гора Гор, де розташована Могила Аарона, брата Мойсея

Серед 12 провінцій країни Маан має найбільшу площу, але найнижчу щільність населення: менш як 4 особи на км². Зі сходу та півдня провінція Маан межує із Саудівською Аравією, із заходу — з провінціями Акаба, Ет-Тафіла й Ель-Карак, а з півночі — з провінцією Ель-Асіма.
Клімат провінції — пустельний, окрім західного нагір'я, що має середземноморський клімат. Середньорічна кількість опадів у провінції коливається в межах 50 мм в пустельних регіонах до 250 мм на західній височині і перевищує 500 мм у горах Шарах.